# Flughafen Mérida

i8
i11
i13
Der Flughafen Mérida (spanisch Aeropuerto Internacional de Mérida, IATA-Code: MID, ICAO-Code: MMMD) ist ein internationaler Verkehrsflughafen bei der Großstadt Mérida im Osten Mexikos. Er wird zum Teil militärisch genutzt.

## Lage
Der Flughafen Mérida befindet sich im Norden der Halbinsel Yucatán und nur etwa 10 km (Luftlinie) südlich der Karibikküste und etwa 1000 km östlich von Mexiko-Stadt in einer Höhe von ca. 12 m.

## Geschichte
Der Flughafen wurde im September 1970 eröffnet und in den Jahren 1999 bis 2001 gründlich modernisiert; er kann Flugzeuge bis zur Größe einer Boeing 747-400 oder Boeing 777-300 aufnehmen.

## Passagierzahlen
Im Jahr 2019 wurden erstmals annähernd 2,8 Millionen Fluggäste abgefertigt. Danach erfolgte ein deutlicher Rückgang infolge der COVID-19-Pandemie.

## Zwischenfälle
- Am 15. Juni 1950 trennte sich von einer Curtiss C-46F-1-CU Commando der US-amerikanischen Pan Am, gemietet von der United States Air Force (USAF), (Luftfahrzeugkennzeichen N74170) der Propeller Nr. 2 (rechts) während des Fluges ab, durchtrennte die Unterseite des Rumpfes und berührte den Propeller Nr. 1 (links). In der Nähe des Flughafens Mérida wurde eine Notlandung als Bauchlandung durchgeführt. Es stellte sich heraus, dass der Propeller nach einem Ausfall des Hauptstangenlagers und einem Wellenausfall des Motors Nr. 2 ausgefallen war. Beide Piloten, die einzigen Insassen, überlebten den Unfall. Das Flugzeug wurde zerstört.[1]

- Am 30. Januar 1967 kam es an einer Douglas DC-6 der Mexicana de Aviación (XA-LAU) im Endanflug auf den Flughafen Mérida zu einem Strömungsabriss, da der Umkehrschub zu früh betätigt worden war. Die Maschine schlug auf dem Boden auf und wurde irreparabel beschädigt. Alle 29 Insassen, drei Besatzungsmitglieder und 26 Passagiere, überlebten den Unfall.[2]

- Am 31. August 1988 verunglückte eine Convair CV-240/T-29B der mexikanischen Aerocaribe (XA-HUL) beim Start vom Flughafen Mérida. Einer der 20 Insassen kam ums Leben. Das Flugzeug wurde irreparabel beschädigt.[3]